# Hồ Vương
Hồ Vương là một xã thuộc tỉnh Thanh Hóa, Việt Nam.
Xã Hồ Vương được thành lập ngày 16 tháng 6 năm 2025 theo Nghị quyết số 1686/NQ-UBTVQH15  của Ủy ban Thường vụ Quốc hội  trên cơ sở sáp nhập  toàn bộ diện tích tự nhiên, quy mô dân số của các xã Nga Hải, Nga Thành, Nga Giáp và Nga Liên thuộc huyện Nga Sơn, tỉnh Thanh Hóa . Xã này chính thức hoạt động từ ngày 01 tháng 7 năm 2025.